# Nieuport 28
Il Nieuport 28 fu un aereo da caccia monomotore, monoposto e biplano, sviluppato dall'azienda aeronautica francese Société Anonyme des Établissements Nieuport nei tardi anni dieci del XX secolo.
Progettato da Gustave Delage, entrò in servizio nelle ultime fasi della prima guerra mondiale diventando il primo modello impiegato in combattimento nei reparti da caccia dell'American Expeditionary Forces, la forza militare d'appoggio inviata dagli Stati Uniti d'America in Europa a sostegno della Triplice intesa.

## Storia del progetto
Dopo una serie di caccia monoposto caratterizzati da configurazione sesquiplana e carlinga di sezione circolare (in pratica tutti i modelli indicati con le sigle 17, 21, 23, 24, 25 e 27) dalla matita di Gustave Delage, progettista della Société Anonyme des Etablissements Nieuport, uscì nel 1917 il "Type 28" che si differenziava decisamente da questi standard.
Il prototipo volò per la prima volta nel giugno del 1917 e l'aereo venne inizialmente ordinato per la produzione su larga scala per le forze aeree francesi e americane.
Al momento della comparsa dei velivoli di serie, tuttavia, l'aereo era già superato per prestazioni dallo SPAD S.XIII. Le consegne dello SPAD vennero indirizzate di preferenza ai francesi mentre la American Expeditionary Forces aveva disperatamente bisogno di un velivolo con cui equipaggiare le prime squadriglie operative. Pur con i limiti evidenziati, il Nieuport 28 venne quindi acquistato in 297 esemplari e impiegato in prima linea negli ultimi mesi del conflitto.
Con buona probabilità il reparto più famoso tra quelli che operarono con il Nieuport 28 fu il 94° Aero Squadron (contraddistinto dall'insegna del cappello a cilindro inscritto in un cerchio).
Afflitto da problemi al motore e dalla tendenza a perdere il rivestimento dell'ala superiore, il velivolo non fu mai particolarmente gradito ai suoi equipaggi che videro di buon occhio la rapida sostituzione del Nieuport 28 con gli SPAD S.XIII, iniziata già a luglio del 1918.

## Tecnica
Il Nieuport 28 era un biplano monomotore, con fusoliera a sezione circolare. I montanti delle ali erano paralleli (diversamente dalla struttura a "V" precedentemente adottata nei progetti di Gustave Delage).
Il motore era un radiale Gnome 9N, a nove cilindri raffreddato ad aria, di tipo rotativo e sviluppava una potenza di 160 hp.
L'armamento era costituito da due mitragliatrici Vickers da 7,7 mm, alloggiate in posizione fissa in scanalature ricavate nella fusoliera, che sparavano per mezzo di un dispositivo di sincronizzazione attraverso il disco dell'elica.

## Curiosità
Diversi futuri assi dell'aviazione statunitense ebbero il battesimo del fuoco volando sul Nieuport 28: tra questi si ricordano Eddie Rickenbacker, Douglas Campbell e Quentin Roosevelt, il figlio dell'ex presidente Theodore Roosevelt.

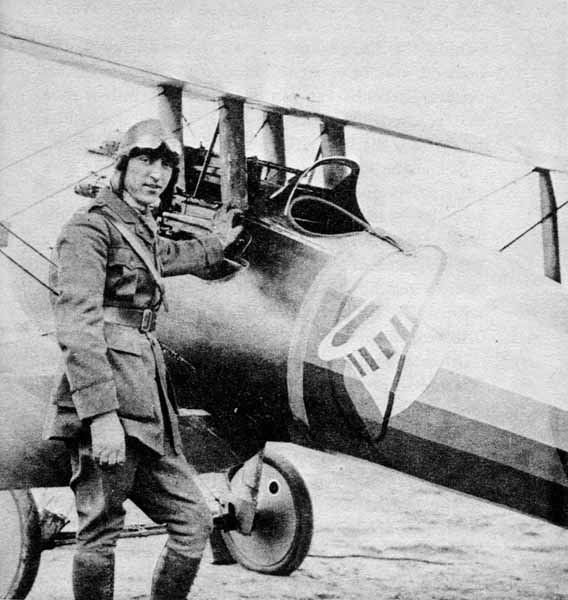
Eddi Rickenbacker accanto al suo Nieuport 28.

## Utilizzatori
Argentina
- Servicio Aéronautico del Ejército

 Francia
- Aviation militaire

 Svizzera
- Schweizerische Fliegertruppe

 Stati Uniti
- United States Army Air Service
  - American Expeditionary Forces